# Janez Vurnik starejši
Janez Vurnik starejši, slovenski podobar in kipar, * 28. avgust 1819, Stara Oselica, † 2. marec 1889, Radovljica.

## Življenje in delo
Oče mu je bil cerkovnik Gregor, mati mu je bila cerkovnica Katarina (rojena Mežek).
Leta 1824 se je celotna družina preselila na Dobravo pri Kropi. Obiskoval je osnovno šolo v Celovcu, med 1830 in 1832 pa v Ljubljani. Leta 1833 je bil trgovski vajenec v Ajdovščini. Odločil se je za podobarstvo in bil med 1834 in 1840 učenec in pomočnik Mateja Goričnika. Od 1841 je bil v Radovljici samostojen podobar. Hišo si je preuredil v delavnico in imel tudi po 20 pomočnikov. Izvrševal je predvsem naročila za opremo cerkva. 
Ker je bil samouk, si je široko znanje pridobil s študijem sodobne tuje strokovne literature. Od 1846 je zbiral knjige z raznih področij (stavbarstvo, kiparstvo, umetnostna teorija, umetnostne predloge, vzorčne knjige, revialni tisk) in si ustvaril bogato knjižnico; podedoval jo je sin Janez Vurnik. S svojimi deli je sodeloval le na Obrtniški razstavi v Ljubljani leta 1844 . Obljubi občinskih mož, da bo obiskal Londonsko svetovno razstavo 1862 in da bo razstavil svoj brezniški tabernakelj na Pariški razstavi 1878, se nista uresničili. Izklesal je nagrobnika pesniku Simonu Jenku (1873, Kranj, Prešernov gaj) in domoljubu Lovru Pintarju (1876, Preddvor, župnijska cerkev), njuna portretna medaljona na nagrobniku pa sta delo sina Janeza. S sinom je tudi sicer zelo veliko delal, zato je težko določati njun delež pri posameznih delih. 
Znan je bil po natančnosti in poznavanju zgododovinskih slogov, zato so ga imenovali »prvaka med slovenskimi cerkvenimi stavbarji«. Delal je predvsem oltarno arhitekturo in cerkveno opremo (tudi prenavljal) v novoromanskem, novogotskem in novorenesančnem slogu, a se vseskozi trudil za čistost njihovih prvin in za slogovno usklajenost s cerkvenim prostorom. Izvajal je tudi stavbna dela. Za prijatelja A. Samasso ml. je delal reliefe za zvonove.

## Pomembnejša dela
- Bohinjska Bela: veliki in stranska oltarja (1848–1850)
- Stražišče pri Kranju: veliki marmorni oltar v podružni cerkvi (1851)
- Kranj: trije novogotski oltarji (pozneje odstranjeni) in druga cerkvena oprema (1854–1855)
- Liboje: celotna cerkvena oprema (1859)
- Tržič: veliki marmorni oltar v podružnični cerkvi (1860)
- Kamna Gorica: stranska oltarja (1860) in veliki oltar (1863)
- Tržič: novogotski krstilnik v župnijski cerkvi (1862)
- Blejski otok: tabernakelj, relief na menzi, prenova velilkega oltarja (1864)
- Naklo: veliki marmorni oltar (1870)
- Cerknica: novogotska okna (1873)
- Dovje: veliki marmorni oltar, relief na menzi (1874)
- Radovljica: stranski oltar sv. Krvi, cerkvena oprema, prenova (1877)
- Breznica pri Radovljici: novoromanski veliki kamniti oltar (s sinom, 1878)
- Rateče pri Kranjski gori: veliki oltar (1879)
- Železniki: tabernakelj (1880)
- Kamnik: novorenesančni veliki ooltar (1881)
- Mojstrana: stranska lesena oltarja (s sinom, 1881)
- Srednja vas v Bohinju: celotna cerkvena oprema (ok. 1870–1882)ž
- Rasule nad Ljubnim ob Savinji: veliki oltar ( s sinom, 1882)
- Krtina pri Domžalah: novogotski veliki leseni oltar, stranska oltarja (1887–1888).